# Brahim Ferradj
Brahim Ferradj, né le 4 septembre 1987 à Saint-Étienne (Loire, France), est un footballeur algérien évoluant préférentiellement au poste d'arrière latéral gauche mais aussi aux postes de milieu défensif ou d'arrière latéral droit.

## Parcours
Brahim Ferradj commence le football à l'âge de six ans avec l'Olympique Saint-Étienne.
Il est ensuite formé à l'AJ Auxerre entre 2000 et 2007. Il s'engage pour deux saisons avec le Stade brestois 29 en Ligue 2 à l'âge de 20 ans.
Discipliné, Brahim Ferradj devient rapidement titulaire dès son recrutement en 2007. Son contrat court jusqu'en juin 2011. En 2009, Brahim contracte une grosse blessure qui l'éloigne des terrains pour une période de plus de 6 mois,. Ce milieu récupérateur, polyvalent, souvent utilisé comme latéral gauche par Alex Dupont, promet un prompt retour afin de relever le défi de la Ligue 1 avec le Stade brestois 29.
Il fait ses débuts en Ligue 1 dès l'entame de la saison 2010-2011 au poste de latéral gauche, mais se blesse lors de la 6e journée. Il retrouve son poste lors de la 11e journée, un mois plus tard. Il perd de nouveau sa place après un mauvais match contre Nice lors de la 18e journée. Redevenu titulaire à partir de la 24e journée, il acquiert la confiance de l'entraîneur avec un statut de titulaire, en démontrant des prestations régulières et efficaces dans son poste de latéral gauche,. 
Brahim Ferradj inscrit son premier but en Ligue 1 le 6 mars 2011 lors d'une défaite 3-1 contre Bordeaux.
Alors que son contrat arrive à échéance à la fin du mois de juin 2011, il prolonge avec le Stade brestois d'un nouveau contrat pour quatre saisons. Un mois après, le 29 juillet 2011, à peine une semaine avant l'entame de la saison 2011-2012 de Ligue 1, Brahim écope d'une nouvelle blessure qui l'écarte des terrains pendant 6 mois. Le 28 janvier 2012, Brahim effectue son retour dans le championnat contre le Paris SG. Son retour est remarquable mais malheureusement, avant la fin du match, il ressent des douleurs dans le genou, opéré quelques mois auparavant, le contraignant à sortir précipitamment après une heure de jeu,. Cette blessure, se révélant grave, tombe mal tant pour le Stade Brestois que pour l'équipe nationale d'Algérie et vient troubler encore une fois les calculs d'Alex Dupont et ceux de Vahid Halilhodžić,. Brahim, sur qui le sort s'acharne donc, se voit de nouveau opéré en février 2012 pour cause de rupture des ligaments du genou droit, sa saison 2011-2012 se terminant ainsi prématurément.
Cadre de l'équipe, sa saison 2012-2013 est de nouveau contrariée par une blessure. S'il retrouve les terrains en fin de saison, le club est relégué en Ligue 2 et il se voit écarté du groupe après deux matchs à cet échelon. Malheureusement pour lui, après cette saison blanche, il arrive en fin de contrat. Il espère alors rebondir en Ligue 2, National ou dans un club de qualité à l'étranger.
En janvier 2016, il réalise un test, infructueux, à l'USM Alger. Après avoir participé au stage UNFP durant l'intersaison, il rebondit finalement à l'ASF Andrézieux-Bouthéon où il s'engage en octobre 2016.

## Sélection nationale
Après l'avoir supervisé lors d'un match contre l'Olympique Marseille, l'entraineur national algérien Abdelhak Benchikha, à la recherche d’un arrière latéral pour renforcer le groupe de l'équipe nationale d'Algérie, le convoque pour la première fois en Équipe nationale d'Algérie en mai 2011, en vue du match retour contre le Maroc comptant pour les éliminatoires de la CAN 2012,. Brahim n'entre pas en jeu lors de ce match (défaite 4-0) et l'Algérie ne se qualifie pas pour la CAN 2012.

## Carrière
| Saison      | Club           | Pays   | Championnat | Championnat | Championnat | Championnat  | Championnat  | Coupe de France | Coupe de France | Coupe de la Ligue | Coupe de la Ligue | Algérie | Algérie |
| Saison      | Club           | Pays   | Division    | Matchs      | Buts        | Cartons      | Cartons      | Matchs          | Buts            | Matchs            | Buts              | Matchs  | Buts    |
| ----------- | -------------- | ------ | ----------- | ----------- | ----------- | ------------ | ------------ | --------------- | --------------- | ----------------- | ----------------- | ------- | ------- |
| Saison      | Club           | Pays   | Division    | Matchs      | Buts        | Carton jaune | Carton rouge | Matchs          | Buts            | Matchs            | Buts              | Matchs  | Buts    |
| 2006 - 2007 | AJ Auxerre B   | France | CFA         | 11          | 0           | -            | -            | -               | -               | -                 | -                 | -       | -       |
| 2007 - 2008 | Stade brestois | France | Ligue 2     | 32          | 1           | 3            | 0            | 2               | 0               | 1                 | 0                 | -       | -       |
| 2008 - 2009 | Stade brestois | France | Ligue 2     | 28          | 5           | 0            | 2            | 2               | 1               | 1                 | 0                 | -       | -       |
| 2009 - 2010 | Stade brestois | France | Ligue 2     | 21          | 0           | 1            | 0            | 4               | 1               | 0                 | 0                 | -       | -       |
| 2010 - 2011 | Stade brestois | France | Ligue 1     | 26          | 1           | 1            | 0            | -               | -               | 0                 | 0                 | -       | -       |
| 2011 - 2012 | Stade brestois | France | Ligue 1     | 1           | 0           | 0            | 0            | 0               | 0               | 0                 | 0                 | -       | -       |
| 2012 - 2013 | Stade brestois | France | Ligue 1     | 9           | 0           | 2            | 0            | 2               | 0               | 0                 | 0                 | -       | -       |
| 2013 - 2014 | Stade brestois | France | Ligue 2     | 2           | 0           | 0            | 0            | 0               | 0               | 1                 | 0                 | -       | -       |

Au 5 mai 2013
Source : LFP (Ligue de Football Professionnel)